# NNUE
Efficiently updatable neural network（NNUE; ƎUИИと図案化されることもある）は、Graphics Processing Unit（GPU）を必要とせず、中央処理装置（CPU）上で効率的に動作するニューラルネットワークに基づく評価関数である。NNUEは那須悠によって考案され、2018年にコンピュータ将棋に導入された。2021年、チェスエンジンであるStockfishに導入された。

## 構造
NNUEのニューラルネットワークは4つの重み層から構成される。W1は16ビット整数、W2、W3、およびW4は8ビット整数である。差分計算およびsingle instruction multiple data（SIMD）技術が適切な組み込み命令、具体的には2018年のコンピュータ将棋版ではVPADDW、VPSUBW、VPMADDUBSW、VPACKSSDW、VPACKSSWB、およびVPMAXSBと共に用いられる。